# John Robinson Pierce
John Robinson Pierce (Des Moines, 27 marzo 1910 – Sunnyvale, 2 aprile 2002) è stato un ingegnere e scrittore di fantascienza statunitense.
Direttore della sezione scientifica dei Bell Telephone Laboratories dal 1965 al 1971, fu docente al California Institute of Technology dal 1971 al 1980. A lui si devono molti importanti studi sui tubi a onda progressiva.
Fu anche scrittore di fantascienza sotto lo pseudonimo J. J. Coupling.

## Opere
- Invarianza (Racconto, John Sze's Future, Il futuro di John Sze, Invariante)
- Pezzo d'epoca (Racconto breve, Period Piece)
- Scelta (Racconto, Choice)
- Essere un uomo (Racconto, To Be a Man)